# 공공연수
공공연수는 '공공리더들의 공부하는 여행'을 모토로 해외 대안정책연수를 전문으로 하는 기관이다. 2011년, 민간싱크탱크인 희망제작소와 하나투어의 합작으로 2011년 1월 12일 공식 출범하게 되었다.
공무원 국외연수가 적절치 못한 시기, 과다 예산 지출, 관광 코스에 그치는 형태로 인해‘외유성’지적을 받고, 결과 보고서 또한 관광 책자 수준에 불과하다는 비판에 따라 대안 제시를 위해 출범하였다.
이에 희망제작소는 국민들의 세금으로 운영하는 해외연수가 내실 있게 이뤄질 수 있도록 프로그램을 개발하고 연수 기획 자체를 담당할 수 있도록 하는데 초점을 맞추었다. 처음에는 여행사공공이라는 이름으로 출발하였다가 연수의 취지에 입각하여 2013년 4월 (주)공공연수로 사명을 변경하였다. 지방자치단체장들의 연구모임인 ‘목민관클럽’과도 협약을 맺고 정기적으로 해외연수 프로그램을 진행하고 있다.

## 운영
설립 당시 희망제작소와 (주)하나투어가 함께 자본금을 출자하였으며, 현 희망제작소 소장 윤석인이 대표를 맡고 있다. 출범 당시 박원순 상임이사(현, 서울시장)는 연수비용이 현실성 없이 책정되어 있고, 또한 프로그램이 미비하여 관광으로 그치는 경우가 많다고 지적했다. 하나투어 권희석 회장은“사회발전에 대한 구체적인 활동을 제시하여 해외 연수 문화를 변화시키고자 한다”는 설립 취지를 밝힌 바 있다.
공공연수는 국외 연수를 전문으로 담당하고 있으며 사회적 경제, 복지 및 교육정책, 거버넌스, 지역 재생, 도시안전성 등의 분야를 중심으로 공공 리더들의 알찬 연수를 이룰 수 있도록 협력하고 있다.
설립 이전 2008년부터 남양주, 이천, 완주 등 시 공무원들이 참여하는 연수 프로그램을 시작했다. 공공디자인, 농촌 활력 등의 주제를 다룬 사전 과정을 3년 간 거친 후 2011년 공공연수의 사업이 시작됐다.
2011년 설립 이후, 국내 30여 개의 지방자치단체 및 시민사회단체의 공공리더들이 16개 국가(스웨덴, 핀란드, 독일, 덴마크, 이탈리아, 영국, 체코, 오스트레일리아, 일본, 싱가포르, 홍콩, 태국 등)로 연수를 다녀왔다. 각 연수의 주제 또한 지역의 대안 찾기, 문화와 예술을 통한 도시 재생, 영유아 교육, 지속가능한 도시 개발, 협동조합과 사회적 경제 등 다양하게 기획/운영되어 왔다.
공공연수의 해외 연수 프로그램은 각국의 현지 기관과 긴밀한 협력 하에 이루어지고 있다. 국내 참여 기관으로는 시흥시청, 성북구의회, 전북도의회, 울산 북구청, 인천문화재단, 사회연대은행, 섬진강환경행정협의회 등 공공 부문 뿐 아니라 시민 사회의 참여도 함께 이루어진 것이 특징이다.
공공연수와 희망제작소 사회혁신센터의 야심작 '세계사회혁신탐방(Social Innovation Road)'은 대륙별 사회혁신 현장을 직접 방문하여 사회혁신의 세계적 동향을 파악하고 사례별 구체적인 방법론을 습득할 수 있는 해외 연수 프로그램이다.

## 연수 주제
- 사회적 경제와 일자리 창출
- 복지와 교육
- 소통과 거버넌스
- 도시 안전성
- 지역재생과 도시재생
- 기타 분야

## 주요 활동
- 지방자치단체 목민관클럽 연수(스웨덴, 덴마크/ 복지)
- 특임장관실 2차 시민사회단체 연수(일본/거버넌스)
- 사회연대은행 연수(일본/사회적기업)
- 지방자치단체 연수(독일, 덴마크, 영국/문화관광)
- 특임장관실 4차 시민사회단체 연수(일본/복지)
- 섬진강 환경행정협의회 1/2차 연수(독일 등 유럽 3개국, 싱가포르, 홍콩/물관리)